# Osler
Osler es un pueblo canadiense situado en la provincia de Saskatchewan.

## Superficie
Osler tiene una superficie de 1,62 km².

## Demografía
En 2021, tenía 1251 habitantes, una densidad poblacional de 771,7 hab./km², y 429 viviendas.